# Ongon, Sükhbaatar
Ongon (tiếng Mông Cổ: Онгон) là một sum của tỉnh Sükhbaatar ở miền đông Mông Cổ. Vào năm 2009, dân số của sum là 3.646 người.

## Địa lý
Sum có diện tích khoảng 6.500 km2. Trung tâm sum, Ikh Bulag, nằm cách tỉnh lỵ Baruun-Urt 170 km và thủ đô Ulaanbaatar 650 km.

### Khí hậu
Ongon có khí hậu bán khô hạn. Nhiệt độ trung bình hàng năm ở khu vực này là 4 °C. Tháng ấm nhất là tháng 7, khi nhiệt độ trung bình là 26 °C và lạnh nhất là tháng 1, với -24 °C. Lượng mưa trung bình hàng năm là 332 mm. Tháng ẩm ướt nhất là tháng 7, với lượng mưa trung bình là 94 mm, và khô nhất là tháng 1, với 3 mm.

## Kinh tế
Sum có một trường học, bệnh viện và khu dịch vụ.